# دهستان صیدون شمالی
دهستان صیدون شمالی، یکی از دهستان‌های بخش مرکزی شهرستان صیدون در استان خوزستان ایران است. مرکز این دهستان، روستای طلاوریک است.

## جمعیت
بر پایه سرشماری عمومی نفوس و مسکن در سال ۱۳۹۵، جمعیت دهستان صیدون شمالی برابر با ۲٬۵۳۹ نفر بوده‌است.